# Jason Lee Scott
Jason Lee Scott es un personaje ficticio de la franquicia de los Power Rangers, interpretado por el actor Austin St. John. Jason es conocido como el Ranger Rojo original desde la primera temporada de la franquicia, Mighty Morphin Power Rangers, así como el líder del primer equipo de Power Rangers. Más tarde se convierte en el primer humano Gold Ranger en Power Rangers Zeo.
Según un concurso realizado por ABC Family en el año 2004, Jason fue votado como el Ranger Rojo # 1 de todos los tiempos. De todos los Rangers rojos, ha derrotado a más enemigos por sí mismo que cualquier otro Ranger y es el único que venció a Tommy Oliver en una pelea. Un concurso posterior en Toon Disney en el año 2007 también lo votó como el Ranger Rojo más popular de la historia. Como se indicó en el primer Power Morphicon, Jason todavía tiene este título.

## Historia

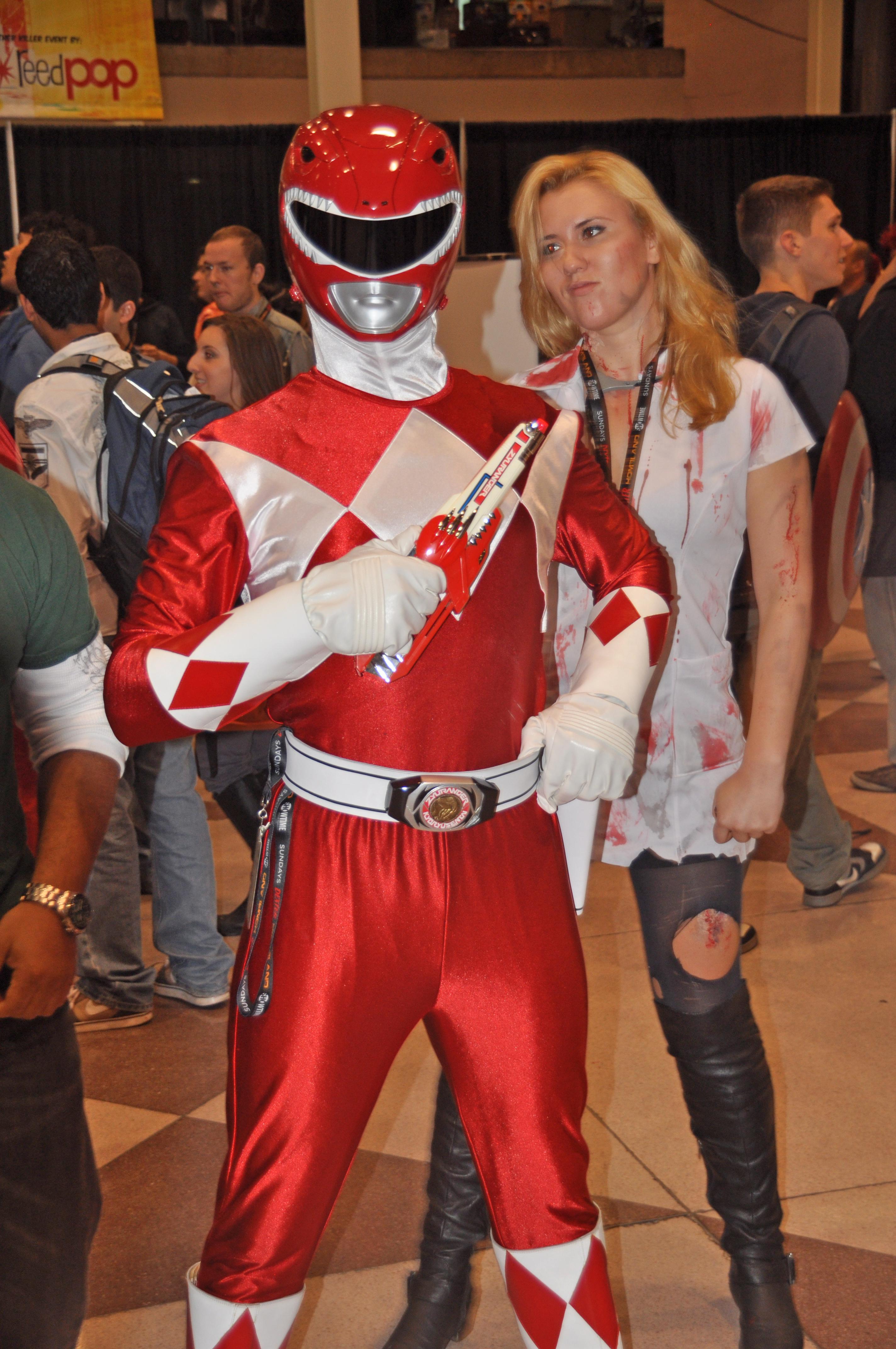
Jason es ampliamente conocido como el Primer Power Ranger Rojo.

### Mighty Morphin Power Rangers
Jason es un artista marcial de la ciudad ficticia de Angel Grove, en California. Al comienzo de Mighty Morphin Power Rangers, él y sus amigos más cercanos Zack Taylor, Billy Cranston, Trini Kwan y Kimberly Hart son seleccionados por Zordon y Alpha 5 como los cinco "adolescentes con actitud" para convertirse en los Power Rangers originales y defender la Tierra de Las fuerzas de la malvada Rita Repulsa. Cuando Zordon se enfrenta por primera vez a los adolescentes para darles sus poderes, Jason es el único que inicialmente le cree. Jason se convierte en el Power Ranger Rojo y recibe la Moneda de Poder Dinozord del Tirano saurio, obtiene el Dinozord Tiranosaurio (un vehículo de asalto colosal) y se convierte en el líder del equipo. Lidera a los Rangers en muchas batallas contra los monstruos de Rita, estableciendo una rivalidad con el secuaz número uno de Rita, Goldar.
A primera vista, Jason parece ser el tipo de deportista estereotípico, principalmente interesado en los deportes, particularmente las artes marciales. Debajo de la superficie, sin embargo, es de gran corazón, amable, extrovertido, amable y siempre dispuesto a ayudar a alguien cuando sea necesario, como cuando toma a Billy bajo su protección y le enseña artes marciales para aumentar su confianza y enseñarle autodefensa. Aparte de las artes marciales, Jason es un atleta consumado, entrenador de pesas e instructor certificado de buceo.
Cuando Tommy Oliver entra en la serie, se convierten en competidores rivales con Jason, emparejándolo en una competencia de artes marciales. Rita luego manipula a Tommy, convirtiéndolo en el malvado Ranger Verde y lo envía a la batalla. Más tarde captura a Jason, roba su Power Morpher y lo encarcela en la Dimensión Oscura de Rita, donde tendría que luchar contra Goldar para recuperar su Morpher. El Green Ranger finalmente llega a la escena con órdenes de destruir a Jason, pero Billy, Trini y Alpha logran reparar el daño que Tommy hizo al Centro de Mando, a tiempo para encontrar a Jason y recuperarlo segundos antes de que Tommy lo mate. Más tarde, Jason reta y se enfrenta a Tommy en la Tierra, el Tiranosaurio de Jason logra derrotar al Dragonzord de Tommy, y finalmente pelean los dos rangers, Jason lo derrota en combate cuando derriba a Tommy, lo desarma y destruye su espada de la oscuridad, que energizaba al Ranger Verde, y que Rita le había dado a Tommy, debido a la habilidad de la espada para mantener su hechizo malvado sobre él. Jason luego convence a Tommy de unirse al equipo y usar sus poderes contra Rita.
Más tarde, Rita fabrica una Vela Verde con cera especial que había sido encantada con el toque de Tommy cuando era malvado. Una vez encendida, la vela continúa ardiendo hasta que se va y cuando lo está, también lo harían los poderes de Tommy. Debido a que la proximidad de Tommy a la vela acelera el proceso de fusión de la vela, Goldar captura a Tommy y lo coloca cerca de él. Sin embargo, finalmente escapa y Jason se queda para recuperar la vela. A Jason le va bien en su pelea con Goldar, pero es llamado a la batalla con el monstruo Cíclope de Rita para salvar la vida de Tommy.
Tras el fracaso de destruir la Vela Verde, Tommy le confía a Jason su Moneda de Poder para evitar que caiga nuevamente en las manos de Rita, lo que le permite acceder a los poderes del Ranger Verde (incluido el Escudo del Dragón y la Daga del Dragón, que también le permite llamar al Dragonzord para ayudar a los Rangers, incluso mientras Jason controla el Megazord, haciéndolo el doble de poderoso).
Uno de los momentos más astutos de Jason es la táctica que juega contra Goldar, quien secuestra a los padres de los estudiantes de Angel Grove High, y luego los cambia por las cinco Monedas de poder de los Rangers. Jason luego revelaría que, aunque entregó su Moneda de Poder del Tyranosaurio a Goldar, mantuvo la Moneda de Poder del Dragón. Con él, Tommy finalmente recupera sus poderes de Ranger Verde, recupera las Monedas de Poder de los otros Ranger y ayuda al equipo a salvar a sus padres cautivos.
Cuando Lord Zedd llega e invade a Rita, envía su nueva marca de Patrulleros de masa a la Tierra. Los patrulleros poseen una fuerza superior a las masillas de Rita, pero es Jason quien descubre su punto débil. Para competir con los monstruos más poderosos de su nuevo enemigo, los Dinozords se convierten en los míticos Thunderzords; El Dinozord de Jason se convierte en el Red Dragon Thunderzord, que puede transformarse en una forma humanoide. Al igual que con el Tiranosaurio, el Dragón Rojo puede derrotar a un monstruo solo, separado de la formación Megazord.
Finalmente, Tommy pierde sus poderes de Ranger Verde nuevamente, y Jason sufre de una inmensa culpa por ello. Al elegir capitalizar la vulnerabilidad de Jason, Zedd crea velas para Zack, Billy, Trini y Kimberly que eliminarían sus enlaces a la red morfica, tal como lo hizo Rita con Tommy. Jason, con la ayuda de la confianza de Zordon en él, logra salvar a sus amigos y evitar que pierdan sus poderes. Después de la victoria, Jason gana un trofeo de artes marciales y se lo dedica a Tommy, quien poco después regresa como el Ranger Blanco y es nombrado el nuevo líder del equipo por Zordon. El regreso de Tommy alivia la culpa de Jason hacia él y lo acepta como su sucesor como líder del equipo. Tommy todavía confiaba mucho en Jason debido a su experiencia, como se muestra cuando le pide ayuda a Jason porque está luchando para derrotar a Nimrod el Scarlett Sentinel, Jason luego viene en ayuda de Tommy y junto con los otros Rangers vencieron al Nimrod.

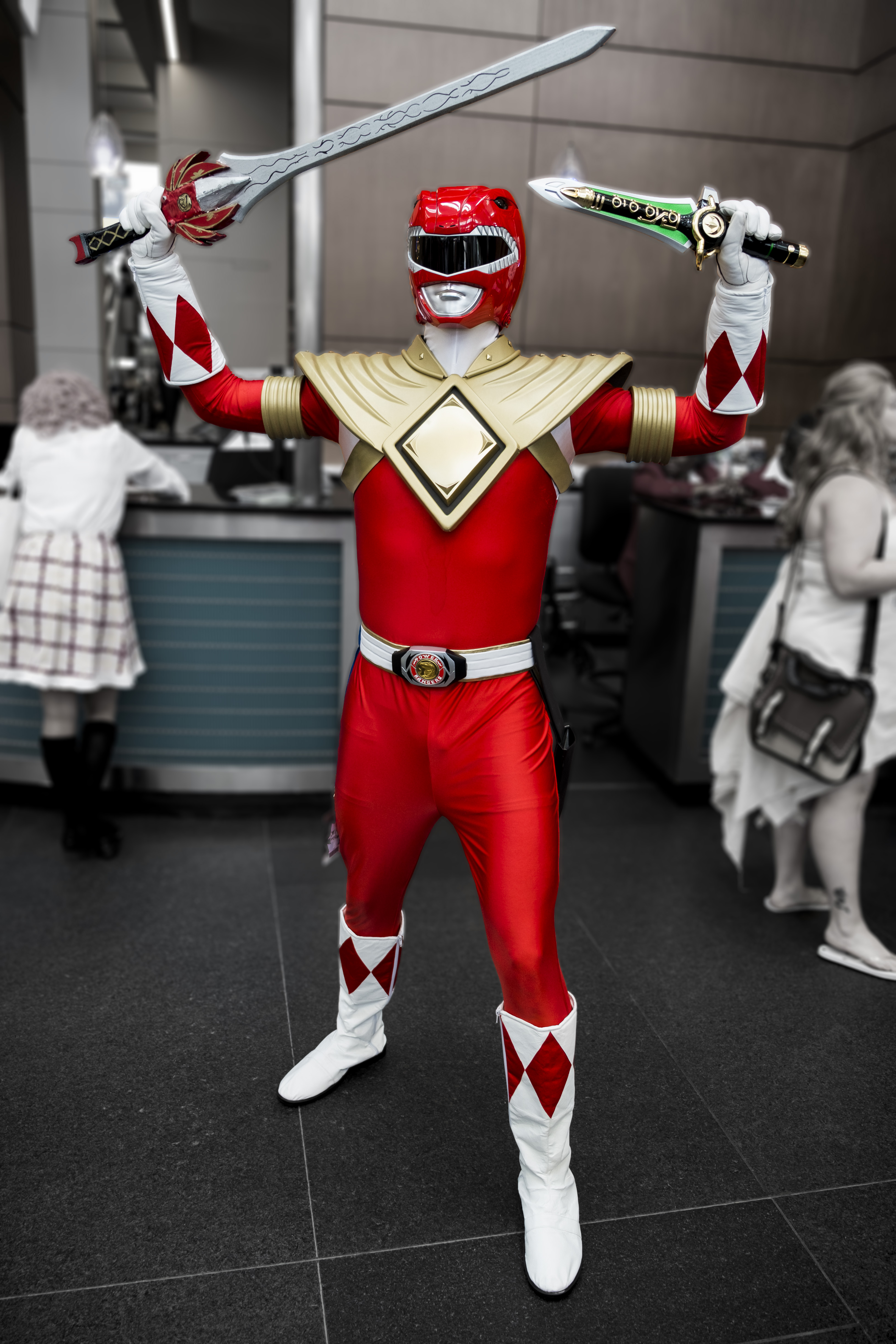
El traje del Myghty Morphing Power Ranger Rojo fue el primero en obtener una mejora de armadura adicional a sus poderes básicos.

Algún tiempo después, Jason, Trini y Zack son elegidos para actuar como embajadores en una Conferencia de Paz en Suiza (después de que los actores que interpretaron a los personajes abandonaron el programa por disputas contractuales, los personajes simplemente se muestran con sus uniformes Ranger, usando imágenes antiguas, o con dobles que nunca se enfrentaron directamente a las cámaras, hasta que la transferencia podría incorporarse a la trama del programa), y se ven obligados a abandonar el equipo. Zordon elige a Rocky DeSantos para reemplazar a Jason como el Ranger Rojo.

### Power Rangers Zeo
Jason regresa en Power Rangers Zeo, tomando temporalmente los poderes del Gold Zeo Ranger de Trey de Triforia cuando Trey se lesionó en una pelea con los cazarrecompensas Varox y requirió que alguien más mantuviera sus poderes hasta que pudiera sanar. A su regreso al equipo, también es nombrado segundo al mando. Su regreso es muy bien recibido por sus viejos amigos Tommy y Billy. Jason también rápidamente hace nuevos amigos con los nuevos Rangers Adam Park, Katherine Hillard y Tanya Sloan. Sin embargo, Rocky pronto se ve perturbado por el amor de sus compañeros por Jason, ya que siente que está siendo reemplazado por el Ranger que reemplazó anteriormente. Después de arriesgar su vida para demostrar que es digno a pesar de la popularidad de Jason, Rocky finalmente acepta a Jason como amigo. Rocky también adopta la misma relación jovial con Jason que tiene con todos los demás. Cuando Tommy es secuestrado por el príncipe Gasket, Jason asume una vez más como el líder del equipo hasta que pudieron salvar a Tommy y traerlo de regreso. Jason también es elegido por Tanya para convertirse en el guardián de Auric el Conquistador por un tiempo. Durante Zeo, Tommy muestra una profunda dependencia de los consejos de Jason cuando se trata de decisiones de liderazgo. También sale con una camarera local, Emily (Lesley Pedersen).
Jason devuelve los poderes del Gold Ranger a Trey en el episodio final de Zeo cuando descubre que no puede manejarlo mucho más tiempo, ya que se están agotando, junto con su fuerza vital, debido a que los poderes del Gold Ranger no están destinados a la fisiología humana. Sin embargo, no hay efectos aparentes a largo plazo, y Jason parece estar perfectamente sano después de que lo transfiere a Trey. Retirado de los superhéroes una vez más, Jason se centra felizmente en su relación con Emily.

### Turbo: Una película de Power Rangers
Jason y Kimberly regresan en Turbo: A Power Rangers Movie. Primero se los ve buceando juntos, pero luego son secuestrados por la villana Divatox y se les lava brevemente el cerebro para luchar contra los Turbo Rangers. Parece que la influencia del mal mejoró sus propios aspectos negativos, ya que en un momento se burla de Tommy con frases como "¡Ahora soy yo el que tiene los músculos y el poder!". Después de ser restaurado a la normalidad por Lerigot, una vez más se desvanece en el fondo, con la última aparición de Jason en la película reemplazando al lesionado Rocky en un torneo de artes marciales y finalmente ganando el torneo, junto con Tommy y Adam.

### Power Rangers Fuerza salvaje
Jason regresa en Power Rangers Fuerza salvaje, en el episodio especial "Rojo por Siempre", que celebró el décimo aniversario de la franquicia Power Rangers. En este especial, utiliza sus poderes originales de Ranger Rojo y se une a otros nueve Rangers Rojos (que incluye a Tommy, pero no a Rocky, ya que Jason es el Ranger Rojo original y el Mighty Morphin original) para derrotar a los restos del Imperio de las Máquinas, una fuerza de villanos con los que Jason había luchado anteriormente como Gold Ranger. Después de los eventos de "Rojo por siempre", Jason vuelve a vivir una vida normal, aunque presumiblemente aún conserva sus poderes de Ranger Rojo.

### Power Rangers Super Megaforce
Jason y los otros Mighty Morphin Power Rangers regresan como parte del ejército de Rangers Legendarios liderado por Tommy que ayudó a los Mega Rangers a derrotar a la Armada de una vez por todas, luchando en una gran batalla contra cientos de XBorgs y docenas de Bruisers. Sin embargo, Austin St. John no pudo regresar y Jason solo aparece transformado, al igual que los otros guardabosques Mighty Morphin además de Tommy.

### Power Rangers Beast Morphers
Jason regresará para un episodio especial de equipo para la temporada 2 de Power Rangers Beast Morphers, programado para emitirse en el año 2020.

## Otras versiones

### Película de 2017
Jason aparece en la película de reinicio del año 2017, interpretada por el actor australiano Dacre Montgomery. Jason, una ex estrella del fútbol de la escuela secundaria, arruina su potencial carrera futura cuando hace una broma al traer un toro al vestuario de la escuela, dejándolo sentenciado a detenciones de fin de semana hasta fin de año. También sufre una lesión en la rodilla por la pierna derecha cuando voltea su camioneta durante un intento de escape en esa fatídica noche. Después de proteger a Billy Cranston de un acosador durante la detención, Billy ayuda a Jason a apagar su monitor de tobillo de arresto domiciliario a cambio de llevar a Billy a las viejas minas a las que Billy solía ir con su padre, lo que los hace descubrir las Monedas de Poder Al mismo tiempo que Kimberly, Trini y Zack están en la zona. Cuando experimentan explosiones repentinas de fuerza y velocidad (junto con la curación de la rodilla de Jason durante la noche), los cinco regresan al lugar donde encontraron las monedas y descubren a Zordon y Alpha 5 en la nave espacial enterrada bajo tierra. Aunque escéptico ante la historia presentada por Zordon, Jason pronto acepta su papel de líder y trabaja para reunir al equipo, incluso atreviéndose a enfrentar a Rita Repulsa cuando aún no han dominado sus poderes. Este ataque a Rita resulta en la muerte de Billy, pero la vista del equipo reunido hace que Zordon sacrifique desinteresadamente la oportunidad de regresar a la vida y en su lugar resucita a Billy, permitiendo a los nuevos Rangers luchar contra Rita después del fracaso del equipo de Zordon. Incluso empuña una espada que una vez perteneció a Zordon, y salva la vida de su padre sin revelar su identidad.

### Historietas
El personaje también aparece en el cómic Mighty Morphin Power Rangers de Boom Studios.
Jason también tiene en un universo paralelo un doppelgänger, que no solo tiene los poderes del Ranger Rojo sino también el del Ranger Blanco. Este Jason era un archienemigo de Lord Drakkon, que es un malvado personaje de universo paralelo y el doppelgänger de Tommy Oliver. Lord Drakkon finalmente mató al Jason de su mundo y toma los poderes de Ranger Blanco de su enemigo y el casco de Ranger Rojo como trofeos, y elimina a los Power Rangers de su mundo.
Cuando Lord Drakkon montó un ataque masivo contra cada equipo de Rangers en la historia, Jason finalmente se encontró actuando como líder de las fuerzas armadas contra Drakkon, usando el Escudo del Dragón y el Dragonzord mientras emitía órdenes a los Rangers del futuro. En el proceso, también formó una relación con Lauren Shiba, la Ranger Roja sobreviviente de los Samurai Rangers, pero la conclusión de esta historia borró el ataque de Drakkon de la historia, con el resultado de que la relación de Jason y Lauren también se borró.

### Mighty Morphin Power Rangers: Rosa
¡Kimberly es el personaje principal de esta miniserie de cómics publicada por Boom! Estudios La serie es una nueva versión moderna, pero también sirve como una continuación de la salida de Kimberly en la tercera temporada de Mighty Morphin Power Rangers. Kimberly necesita rescatar una ciudad francesa bajo el asedio de Goldar y busca la ayuda de Zordon. Temporalmente convierte a Kimberly en la Power Ranger rosa nuevamente usando la Espada de la Luz para activar la energía rosa latente dentro de ella. Kimberly le pregunta a Zordon si puede llevarla con Jason, Zack y Trini, pero le dicen que Jason tiene una misión propia que explica su ausencia de esta serie. En cambio, el papel del Ranger rojo lo desempeña un civil que conoció llamado Britt, que se convierte en la primera mujer roja Mighty Morphin Power Ranger.